# إلينور غودمان
إلينور غودمان (بالإنجليزية: Elinor Goodman)‏ هي صحفية بريطانية، ولدت في 11 أكتوبر 1946.

## وصلات خارجية
- إلينور غودمان على موقع IMDb (الإنجليزية)